# Ратови са Сијуксима
Сијушки ратови (енгл. Sioux Wars), низ сукоба између САД и индијанског племена Сијукси који су трајали од 1854. до 1891. године.

## Историја
Након Америчког грађанског рата (1861-1865) наступио је период нагле експанзије САД у области западно од реке Мисисипи. Иако су ова подручја од давнина била станишта и ловишта бројних индијанских племена, америчка влада и насељеници полагали су право на њих као на ненастањену земљу, а малобројно и ретко насељено домородачко становништво није било у стању да се одупре модерном оружју и војним снагама једне велике индустријализоване државе. У периоду 1865-1891. САД су предузимале 13 похода против разних индијанских племена. У рату 1876-1877. племена Сијукси и Чејени, под вођством Татанка Јотанке, уништили су одред САД на реци Литл Бигхорн 25. јуна 1876. Бољим оружјем, бројнији и организованији, белци су истребљивали ипотискивали Индијанце све више према западу. Од 1890. када су САД овладале својом данашњом територијом, остаци Индијанаца су груписани у резерватима који су оснивани од 1837. на простору између Канзаса, Мисурија, Аркенсоа, Тексаса, Колорада и Новог Мексика. Број Индијанаца у резерватима 1890. износио је 186.490, али су и тамо дизали устанке, 1889-90, 1898. и 1907.

## Позадина
Сијукси су индијанско племе које се у 16. веку населило око извора реке Мисисипи, али су их почетком 18. века Чипеве и друга алгонкинска племена, која су трговала са француским и британским колонистима и била наоружана ватреним оружјем, потиснула на запад, на територију садашњих америчких држава Северна и Јужна Дакота, где су живели од лова и сакупљања дивљег пиринча. Сијукси нису били један народ, већ су били подељени у бројна племена, која су обухватала три велике скупине: Санти, Јанктони и Тетони, чији су припадници називали себе једним именом, које је на њиховом језику значило савезници - Санти су то име изговарали Дакота, Јанктони Накота, а Тетони Лакота. Тетони, или западни Сијукси, делили су се на 7 великих подгрупа: Оглале и Брулеи били су јужне Лакоте, а Хункпапе, Минеконџу, Ту Кетлс, Црна Нога и Сан Арк били су северне Лакоте.242
Од 1680. индијанска племена у великим америчким равницама, које су се простирале од Тексаса на југу до Небраске на северу, почела су да користе коње који су побегли у дивљину из шпанских колонија у Мексику и намножили се у америчким степама. Коње су најпре присвојила најјужнија племена, Апачи и Јуте, што им је омогућило да живе од лова на бизоне. Средином 18. века Тетони су се одвојили од осталих Сијукса, који су остали у источној Дакоти, и кренули на запад све до реке Мисури, где су дошли у додир са племенима из равница, од којих су научили да јашу коње и лове бизоне. Око 1772. део Тетона (Оглале) је прешао Мисури и до 1776. заузео Црна брда у Монтани од тамошњих староседелаца, племена Кроу (Вране): Црна брда била су травната и шумовита оаза у пустом и неплодном крају, и за Тетоне су постала свето место. Већина Тетона није прешла у равнице, већ је остала у Јужној Дакоти са обе стране реке Мисури, и од 1790. почели су да тргују са колонистима из Сент Луиса који су чамцима пловили уз реку, трампећи ватрено оружје и гвоздену робу за крзна.

## Хронологија

### Период сарадње са САД (1804—1854)
- 1804. прва америчка експедиција под вођством Луиса и Кларка долази у контакт са Сијуксима, успостављајући мирне трговачке односе. Амерички трговци снабдевају Тетоне пушкама у замену за штављене коже бизона и крзна ситних животиња.[1]
- 1815. родио се поглавица Човек Који се Плаши Свог Коња.[1]
- 1821. родио се поглавица Црвени Облак.[1]
- 1825. Тетони освајају читаву Јужну Дакоту од реке Мисури до Црних брда у Монтани, и потписују први Уговор о миру и пријатељству на реци Мисури са САД, гарантујући америчким трговцима слободу и безбедност на реци. Амерички трговци крзнима до 1830. шире своје постаје од Мисурија до Стеновитих планина.[1]
- 1834. амерички трговци крзнима Виљем Саблет и Роберт Кембел граде тврђаву на ушћу реке Ларами у Северну Плату, на индијанској територији (између Сијукса и Чејена на северу, и Арапахо индијанаца на југу), на раскрсници путева за Орегон и Калифорнију из источних држава САД. На позив америчких трговаца, око 3.000 Оглала напушта горњи ток реке Мисури и насељава се око тврђаве Ларами. Године 1840. придружили су им се и Брулеи.[1]
- 1840. Јужне Лакоте почињу да освајају средишње равнице, од централног дела Небраске до планина у Вајомингу, и од реке Плате до Јелоустона у Монтани, ратујући са староседеоцима (племена Пауни, Змије и Вране). Део Лакота настањује се преко целе године око тврђаве Ларами, која постаје главни трговачки центар. Амерички трговци почињу да продају алкохол Индијанцима, и део Лакота брзо пропада. Међутим, номадске чете остају незахваћене овим пороком. Све бројнији досељеници са истока пролазе кроз индијанску територију.[1]
- 1842. родио се Луди Коњ.[1]
- 1849. влада САД купује тврђаву Ларами и у њу смешта војну посаду ради заштите досељеника на путу за Орегон и Калифорнију.[1]
- 1851. влада САД окупља код тврђаве Ларами око 10.000 Индијанаца из разних племена и нуди им ренту у храни и роби на 25 година у замену за слободан пролаз путника на запад и право да подигне тврђаве на индијанској територији. Владин заступник за послове са Индијанцима Дејвид Мичел именује Медведа Који Побеђује, поглавицу Брулеа, за врховног поглавицу свих Сијукса, и са њим потписује Уговор у тврђави Ларами. Иако већина Сијукса не признаје врховног поглавицу, Оглале и Брулеи примају ренту и одржавају мир на Орегонском путу пуне 3 године.[1]Литл БигхорнВашитаРоузбадРањено КоленоМ.ШапаАпачки пролазРат краља ФилипаДетроитПоинт ПлезантДејдТипекануТемзаСанд КрикСтилманВисконсинБед ЕксСент ЛуисЦрна БрдаПирТаборПитРеноФил КерниЛарамиСан КарлосСмитБоземанСмитВ.ЈамаКлирвотерКотонвудБ.ПтицаБела рекаРиџлиМимсПотковицаТрес КастиљосСибекјуТ.АпачиСијера МадреЧИВАВАСОНОРАПотковицаПотковицаПотковицаПотковица Важније битке Индијанских ратова (1640-1890).

### Сијушки ратови (1854—1891)
- 1854. због једне украдене краве, гарнизон у тврђави Ларами се сукобљава са локалним Сијуксима (Фетерменов пораз). Почетак америчких ратова са Сијуксима. За одмазду, војска генерала В. С. Харнија је 3. септембра 1855. код Блу Вотер Крика (источно од тврђаве Ларами) спалила село Брулеа и убила преко 100 људи, и заробила велики број жена и деце. Индијански таоци ослобођени су тек када се неколицина раника одговорна за Фетерманов пораз сама предала. У пролеће 1856. генерал Харни натерао је вође Лакота да потпишу нови уговор о миру, и поставио им новог врховног поглавицу.[1]
- 1862. притиснути приливом америчких досељеника Сијукси из Минесоте (Дакоте) устали су на оружје, али су протерани делом у Канаду, а делом у равнице, где су се придружили Тетонима. Пошто је граница према индијанској територији на западу остала небрањена због повлачења јединица које су ангажоване у Америчком грађанском рату, влада Уније дозволила је формирање добровољачких јединица за заштиту од Индијанаца.[1]
- 1864. избијају сукоби између насељеника у Колораду, Небраски  и Канзасу и локалних индијанских племена. 29. новембра добровољци из Колорада под пуковником Ј. М. Чивингтоном масакрирају мирно село Чејена код Санд Крика.[1]
- 1865. 11. јула америчка војска протерује мирне Лакоте настањене око тврђаве Ларами на исток, али их номадске чете, које предводи Црвени Облак, успешно ослобађају.
- 1866-1868. Америчка војска покушава да подигне тврђаве на територији Сијукса и отвори пут са истока САД за Монтану (Боземанов пут), где је 1862. откривено злато. Индијанци се успешно опиру у рату Црвеног Облака.[1]
- 1876. Велики сијушки рат: америчка војска која је напала територију Сијукса око Црних Брда потучена је у биткама код Роузбада и Литл Бигхорна, али су у наставку рата индијанска племена растерана и натерана на предају и одлазак у резервате, а њихове вође Бик који Седи и Луди Коњ заробљене.[1]